# 丸山敏雄
丸山 敏雄（まるやま としお、1892年5月5日 - 1951年12月14日）は、日本の教育者、社会教育家、書家。倫理研究所、秋津書道院、しきなみ短歌会の創立者。戦後の日本において、倫理運動と呼ばれる生活改善運動を創始した。

## 経歴
出典元 :

### 1892-1915（明治25-大正4）年
1892年（明治25年）5月5日、福岡県上毛郡合河村字天和（現在の福岡県豊前市天和）に、半三郎・ギン夫妻の四男として生まれる。
父親は浄土真宗の熱心な信徒で、神仏礼拝を重んじた。家の跡継ぎではない敏雄を僧侶にしたいとの願いから、父親は「信を取れ！」と言い続け、敏雄に厳格な信仰教育を施した。
10歳の時、敏雄は従兄と家の近所の池で遊んでいた際に溺れてしまったが、近くに住む青年に助けられた。その経験により「助けられて生きた命だ、このままではいかんぞ」と深く決心したと後述しており、命を助けられた「恩の意識」と、父親の「信を取れ！」の声は深く心に刻まれ、後年の進路に影響を与えた。
明治36年、合河尋常小学校を卒業し、横武高等小学校へ入学。明治40年、築上郡立準教員養成所に入学し翌年尋常小学校准訓導の免許を取得して、岩屋尋常所学校代用教員となる。
明治42年、担任教師の薦めで教師を志し、小倉師範学校へ進学。修養の気風を受けて、学業はもとより、競って座禅や岡田式静座法などの「行」に励む。書道の研鑽にも励みながら、卒業まで首席を通した。その真摯な向上心と温和な人柄から人望が篤く、「孔子丸山」というニックネームがつけられた。
大正2年、小倉師範学校本科第1部を首席で卒業。福岡県内小学校本科正教員の免許を受け、築上郡八屋尋常小学校に奉職し、大正4年23歳まで勤務した。

### 1916-1928（大正5-昭和3）年
大正5年、広島高等師範学校へ進学。大正8年に長兄の茂治が死去したことに伴って、学生ながらその3人の遺児の親代わりとなる。
大正9年、広島高等師範学校文科第3部を卒業。東洋史の教師として福岡県立築上中学校へ奉職する。同年7月、八屋尋常小学校の同僚であった神崎キクと結婚。大正10年には長男、竹秋が誕生した。
大正12年、福岡県久留米市にある県立中学明善校へ転任。大正14年には34歳で長崎女子師範学校へ転任し首席教諭となった。
3年3カ月在職した後、2つの大きな苦悩を抱える。
1つは、専攻科目の研究の行き詰まりであった。敏雄は国史教授を担当していたが日本古代史の研究者でもあった。当時、歴史は科学で説明できなければならない、そうでないものは抹殺すべきだ、という論調が強まった。この論調に古代史が根底から覆され、国体は根拠を失いかねないとの危機感を抱いた。
2つ目の苦悩は、長崎で出会ったカトリックの生徒たちの熱烈な信仰心だった。「自分の国体に対する信念などそれに比べれば軟弱ではないか」との思いが強まり、「国体に対する、宗教以上の大信念を獲得しなければ、とても歴史の教師など務まらない」と考えた敏雄は、首席教諭の職を辞して大学へ進学し、国史研究を深める決意を固めた。

### 1929-1945（昭和4-昭和20）年
昭和4年、37歳の敏雄は、当時の倫理学の大家、西晋一郎博士に教えを請うため、広島文理科大学に入学。歴史・国体の研究に没頭したが、『古事記』『日本書紀』などに記された、常識では考えられない奇跡的な出来事を学問的にどう解釈するかに答えを見出せず悩み苦しんだ。そんな時、そうした奇跡的な出来事を現出しているという「ひとのみち教団」を友人から紹介され、教団教師の話に共感した敏雄は入信を決意。内定していた師範学校校長の職を辞して、卒業後「ひとのみち教団」の教師を志願し入団した。
入団後、心境を高める修め行として「みそぎ」と呼ばれる強烈な肉体労働や、「悟るとすぐに行なう」という修行を、敏雄は厳しく叩き込まれた。修行の進捗はめざましく、衰退していた熊本支部への赴任を命じられると、見事に支部再建を果たす。また「神は一体なり」とする「見神」（神の示現を心で感得すること）の宗教的体験を得た。入団2年後には、異例の早さで准祖に任命された。昭和10年には、教団が経営していた財団法人中野中学校（現・学校法人中野学園 (東京都)）の校長に任命される。
当時は、太平洋戦争開戦がささやかれ、戦時体制強化の目的で、第二次大本事件をはじめ新興の宗教団体が弾圧を受けた。
昭和12年4月5日、准祖の敏雄は他の教団幹部と共に検挙され、大阪府曽根崎警察署に拘留された。4月28日には教団に解散命令が下される。これは、前年の9月、ひとのみち教団、初代教祖、御木徳一が長男の御木徳近へ教祖の地位を譲ったあと、婦女暴行の容疑で警察に勾引されたことをきっかけとした、当局による教団の弾圧に連なったものである。その後、徳一が「神宮不敬罪」（伊勢神宮に対し、不敬な行いをした人や団体に課せられた罪）で追訴されたため徳近以下、敏雄を含む教団幹部14名が一斉に検挙された。
教団は、天照大神を太陽神として信仰していたことを理由に、不敬罪が適用され解散させられた。敏雄も「不敬な行いをしていた」ことを認めるように強要されたが、否認し拷問を加えられた。拷問による肉体的苦痛やありもしない行為の自白強要などによる精神的苦痛のなかで、亡き両親への痛切な悔恨の念を抱いた。まったくのぬれ衣とはいえ罪人としての扱いを受ける結果に、申し訳が立たず、父母の姿を思い浮かべ親不孝を心の底から詫びた。父母の涙が、自らの涙とかさなる涙の交流が何ヵ月も続いた。獄中という極限状態の中で、涙の交流を重ねた敏雄は、大我に目覚める体験をした。
仮出所後は、長い公判に備える毎日を送る。昭和13年10月には周囲のすすめと、生計のために書道教授を決意し「秋津書道院」を設立、機関誌『秋津書道』を発行。公判のための研究で、それまで以上に深く古典や真理の追求に時間を費やした。昭和17年2月に有罪判決が下され、上告したが昭和19年10月棄却され判決が確定した。しかし、昭和20年10月17日にGHQ指令に基づき戦争終局に伴いだされた大赦令により恩赦の対象となった。

### 1945-1951（昭和20-昭和26）年
終戦直後の昭和20年9月3日、敏雄は日本の再建を期した論文「夫婦道」を起筆。日記に「夫婦道、起稿。この平和と世界文化建設の大任に入る」と記し、実質的に倫理運動を創始した。敗戦の悲嘆、悲憤を乗り越えて、黙々と研究と執筆に専念した。
短歌の研究と短歌づくりを行なっていた敏雄は、昭和21年3月、短歌による生活の浄化を目的に「しきなみ短歌会」を創設。昭和22年9月には倫理研究所の前身となる「新世会」を結成。10月には機関紙『文化と家庭』を発刊し、上野駅などで列車を待つ人々へ頒布するなど、街頭頒布により賛同者の輪を広げた。また、伝を頼って日本各地に赴き講演活動も行なった。
翌年23年3月には生活改善の為の相談を受ける「家事相談所」を東京上野に開設。同年8月には初めての単行本『無痛安産の書』を刊行。10月には「新世会」に対して東京都より社団法人の認可が下り、さらに本格的に生活改善運動に取り組んだ。
昭和24年4月には研究所内で早朝勉強会（朝の集い）を開始。「純粋倫理」を簡潔にまとめたものが欲しいとの要請に応え、純粋倫理のエッセンスを17カ条に抽出し『万人幸福の栞』にまとめた。書道や短歌の添削指導や機関誌への毎月の執筆、単行本の刊行、生活改善の相談指導などめまぐるしく活動を展開した。
昭和26年7月に『育児の書』、9月に『学童愛育の書』を上梓。同月「新世会」の本部を東京都神田一ツ橋に移転し、10月に「新世会」を「倫理研究所」へ改称した。同月「人類の朝光」と題して最後となった講演を行ない、『作歌の書』『人類の朝光』を同時期に上梓した。12月14日午後12時42分、東京都武蔵野市境の自宅で59年の生涯を終えた。

## 略年譜
- 1892年（明治25年）　5月5日、福岡県上毛郡合河村字天和（現豊前市天和）に半三郎・ギンの四男に生まれる。
- 1899年（明治32年）　合河村立合河尋常小学校に入学。
- 1901年（明治34年）　夏、従兄と共に池で溺れ、近所の青年に命を救われる。
- 1903年（明治36年）　合河尋常小学校卒業、横武高等小学校に入学。
- 1907年（明治40年）　同校卒業、築上郡立准教員養成所へ入学。
- 1908年（明治41年）　尋常小学校准訓導の免許を取得。岩屋尋常小学校代用教員となる。
- 1909年（明治42年）　小倉師範学校本科第1部に入学。
- 1913年（大正2年）　同校を卒業後、福岡県築上郡八屋尋常高等小学校に奉職。
- 1920年（大正9年）　広島高等師範学校卒業。福岡県立築上中学校教諭となる。
- 1923年（大正12年）　福岡県立中学明善校に転任、地理・歴史・武道を担任する。
- 1925年（大正14年）　長崎女子師範学校首席教諭として転任。
- 1929年（昭和4年）　同校を退職し広島文理科大学へ入学。国史学を専攻し、哲学・倫理の研究にはげむ。
- 1931年（昭和6年）　友人に勧められ「ひとのみち教団」広島支部を訪ねる。入信しその後教団教師を志願する。
- 1932年（昭和7年）　広島文理科大学卒業。その夏ひとのみち教団熊本支部長として赴任。
- 1937年（昭和12年）　ひとのみち教団幹部と共に検挙され拷問を受ける。
- 1938年（昭和13年）　5月に仮出所。10月、秋津書道院を創設。
- 1945年（昭和20年）　9月3日、「この平和と世界文化建設の大任に入る」と決意し、論文「夫婦道」を起稿。
- 1946年（昭和21年）　3月、「しきなみ短歌会」を創設。12月、「新世文化研究所」を創設。
- 1947年（昭和22年）　9月、「新世会」を結成。本格的な生活改善運動をはじめる。機関紙『文化と家庭』を創刊。
- 1948年（昭和23年）　10月、「新世会」に対し東京都より社団法人の認可がおりる。東京上野に「家事相談所」を開設。
- 1949年（昭和24年）　「朝の集い」を開始。『文化と家庭』を『新世』に改称。『万人幸福の栞』発行。
- 1951年（昭和26年）　10月、法人名を「社団法人倫理研究所」に改称。12月14日、東京都武蔵野市境の自宅にて死去。

## 主著
新世書房刊
- 『無痛安産の書』（1948年）
- 『万人幸福の栞』（1949年）
- 『育児の書』『学童愛育の書』『作歌の書』『人類の朝光』（1951年）
- 『実験倫理学大系』『純粋倫理原論』（1952年）
- 『サラリーマンと経営者の心得』『美しき妻の生き方』『青春の倫理』（1954年）
- 『歓喜の人生』『清き耳』（1956年）
- 『書道藝術』（1968年）

倫理研究所刊
- 『丸山敏雄全集』全25巻（30冊）（1972年）

## 関連書籍
- 青山一真著『丸山敏雄先生の生涯』新世書房（1956年）
- 丸山竹秋著『丸山敏雄 人と思想』倫理研究所編『丸山敏雄言行録集I・II』新世書房（1982年）
- 北奥三郎著『一石の波紋』新世書房（1984年）
- 丸山竹秋著『丸山敏雄の霊魂観』新世書房（1990年）
- 丸山敏秋著『いのち煌めいて−丸山敏雄の原像』新世書房（1994年）
- 丸山敏秋著『丸山敏雄伝』近代出版社 ISBN 4-907816-03-0（2001年）
- 神渡良平著『一粒の麦』致知出版社 ISBN 978-4884746902（2004年）